# Xanthopimpla femoralis
Xanthopimpla femoralis là một loài tò vò trong họ Ichneumonidae.